# Tour of California for kvinder
Tour of California for kvinder (lokalt navn: Amgen Tour of California Women’s Race) er et etapecykelløb i Californien, USA. Fra 2016 blev løbet en del af UCI Women's World Tour.

## Meritter

### Tour of California
| År   | Vinder               | Toer              | Treer                  |
| ---- | -------------------- | ----------------- | ---------------------- |
| 2015 | Trixi Worrack        | Leah Kirchmann    | Lauren Komanski        |
| 2016 | Megan Guarnier       | Kristin Armstrong | Evelyn Stevens         |
| 2017 | Anna van der Breggen | Katie Hall        | Arlenis Sierra         |
| 2018 | Katie Hall           | Tayler Wiles      | Katarzyna Niewiadoma   |
| 2019 | Anna van der Breggen | Katie Hall        | Ashleigh Moolman-Pasio |

### Enkeltstart ved Tour of California
| År   | Vinder         | Toer            | Treer             |
| ---- | -------------- | --------------- | ----------------- |
| 2015 | Evelyn Stevens | Lauren Stephens | Kristin Armstrong |